# 68 (numero)
Sessantotto (cf. latino duodeseptuaginta, greco ὀκτὼ καὶ ἑξήκοντα) è il numero naturale dopo il 67 e prima del 69.

## Proprietà matematiche
- È un numero pari.
- È un numero composto dai seguenti divisori: 1, 2, 4, 17 e 34. Poiché la somma dei divisori è 58 < 68, è un numero difettivo.
- È un numero nontotiente.
- È parte delle terne pitagoriche (32, 60, 68), (51, 68, 85), (68, 285, 293), (68, 576, 580), (68, 1155, 1157).
- È un numero palindromo nel sistema di numerazione posizionale a base 3 (2112). Nel sistema numerico esadecimale è un palindromo e un numero a cifra ripetuta.
- È un numero felice.
- È un numero di Perrin.
- È un numero malvagio.

## Astronomia
- 68P/Klemola è una cometa periodica del sistema solare.
- 68 Leto è un asteroide della fascia principale del sistema solare.
- NGC 68 è una galassia lenticolare della costellazione di Andromeda.

## Astronautica
- Cosmos 68 è un satellite artificiale russo.

## Chimica
- È il numero atomico dell'Erbio (Er), un lantanoide.

## Fisica
- È la temperatura ideale per sviluppare la pellicola in bianco e nero in gradi Celsius.

## Simbologia

### Storia
- In Italia viene facilmente associato all'omonimo movimento culturale del Sessantotto emerso appunto nell'anno 1968.

## Termini derivati
- sessantottesco, relativo alle idee dei movimenti emersi nel 1968.
- sessantottino, persona che ha aderito o si ispira ai movimenti del Sessantotto.